# NGC 6645
NGC 6645 (również OCL 48) – gromada otwarta znajdująca się w gwiazdozbiorze Strzelca. Została odkryta 27 czerwca 1786 roku przez Williama Herschela. Jest położona w odległości ok. 4,1 tys. lat świetlnych od Słońca.